# Monique List
Monique List-de Roos (IJmuiden, 29 april 1961) is een Nederlands politica namens de VVD.

## Biografie
Na haar studie Bestuurskunde aan de Universiteit Twente (1986) was zij werkzaam bij Philips in Eindhoven. Aansluitend woonde en werkte ze jaren in het buitenland. Sinds 2000 woont zij in Eindhoven. List was sinds maart 2006 raadslid en sinds juni 2009 fractievoorzitter van de VVD in de Eindhovense gemeenteraad.
Van maart 2012 tot 2014 was ze wethouder in Eindhoven met portefeuille economische zaken, Brainport/MKB/Marktzaken, beroeps- en hoger onderwijs, arbeidsmarktbeleid, sociale zaken, re-integratie en sociale werkvoorziening, externe ICT, BOR en studentenstad. Ze volgde VVD-wethouder Henk Brink op die zijn functie wegens gezondheidsredenen op 1 maart 2012 had neergelegd.
Na de gemeenteraadsverkiezingen van 2014 maakte de Eindhovense VVD geen deel meer uit van het college en nam List weer plaats in de gemeenteraad. In 2018 werd zij opnieuw wethouder in Eindhoven met als portefeuille binnenstadseconomie en coördinatie binnenstad, bereikbaarheid en mobiliteit, vergunningen, citymarketing, cultuur en design en coördinatie regionale samenwerking. In 2022 keerde zij niet terug als wethouder.